# Сорокин, Карп Елисеевич
Карп Елисеевич Сорокин (1871, Тетеревятка, Саратовская губерния — 1940) — советский государственный деятель, председатель СНК Автономной Туркестанской СФР, председатель Туркестанской ЧК, председатель ЦК КП(б) Туркестана.

## Биография
Окончил сельскую начальную школу в с. Верхние Добринки (три года) и Камышинское реальное училище (1886-1893), экстерном Харьковский ветеринарный институт (1899).
В 1893-1895 – учитель сельской школы.
В 1895-1899 – студент Харьковского ветеринарного института, исключен за участие в студенческих кружках.
В 1898-1899 – городской ветврач в Саратове (3 месяца), сотрудник Харьковской губернской статистики.
В 1900 – ветврач Московской скотобойни.
В 1900-весна 1901 – арестован, сидит в тюрьме, освобожден и выслан из столицы под гласный надзор полиции сроком на 2 года, с апреля 1901 проживает в Саратове. Член Саратовского комитета РСДРП (работает вместе с А.Рыковым).
В сентябре 1903 арестован-весна 1904 – сидит в тюрьме, затем отпущен до суда. Осенью 1904 приговорен судом к 6 годам ссылки в Архангельскую губернию, замененной на тот же срок в Астраханскую губернию по его ходатайству.
В октябре 1905 амнистирован и вернулся из Астрахани в Саратов.
С ноября 1905 – участковый ветврач в Камышинском уезде. В мае 1906 года уволен, как заподозренный в революционной пропаганде, приехал в Саратов, безработный.
В лето 1907-1909 – ветврач по борьбе с эпизоотией в Туркестане (боролся с чумой крупного рогатого скота в Ферганской, Сыр-Дарьинской, Джетысуйской, Самаркандской областях). От революционной деятельности отошел.
С 1909 – зав. ветеринарно-санитарным надзором Ташкентской городской скотобойни.
В 1914-18 – директор Ташкентской городской скотобойни.
С февраля 1917 – депутат 1-го Ташкентского совдепа и член его исполкома. Член Ташкентского объединенного комитета РСДРП.
Во время октябрьских боев 1917 года в Ташкенте – уполномоченный Ташкентского комитета РСДРП по связи с воинскими и рабочими частями.
С ноября 1917 – член Ташкентского комитета РСДРП интернационалистов.
С февраля 1918 – член РКП(б).
С весны 1918 – работает в Ташкентском совете народного хозяйства, вскоре – его председатель.
В 1918 – делегат и член президиума 1-го (Учредительного) съезда Компартии Туркестана. Избран на нем членом краевого комитета ВКП(б).
В 1918 – член коллегии и зам. пред. Центрального совета народного хозяйства Туркестана, председатель Ташкентского революционного трибунала.
Председатель СНК Туркестана
С октября 1918 – член делегации ТуркЦИК на переговорах с Бухарским эмиром в Бухаре.
С 1 мая 1919 – председатель Чрезвычайной комиссии ТуркЦИК по Ферганским делам (два месяца).
На 7-м Всетуркестанском съезде советов лишен всех должностей.
С 1919 – вновь директор Ташкентской скотобойни.
Исключен Кобозевым из ВКП(б), но через две недели восстановлен в партии прибывшей в Ташкент Турккомиссией СНК и ВЦИК СССР.
В декабре 1919 – откомандирован из Туркестана в распоряжение ЦК ВКП(б).
С января 1920 – зав. отделом политического просвещения Дорполитжелдорог Главполитпути.
В феврале 1920-мае 1921 – начальник Ветеринарного управления Наркомата земледелия РСФСР. Сам попросился назад в Туркестан.
С мая 1921-1922 – вновь директор Ташкентской скотобойни и сотрудник животноводческого подотдела Ташкентского области, начальник управления животноводства наркомата земледелия Туркестана.
В 1922-23 - ветврач, заведующий молочной фермой Ташкентского управления коммунального хозяйства.
С июня 1923 – нач-к Ветеринарного управления наркомата земледелия Туркестана.